# Convocazioni per il campionato mondiale di hockey su ghiaccio maschile 2013
Ciascuna squadra partecipante al Campionato mondiale di hockey su ghiaccio maschile 2013 consisteva in almeno 15 giocatori (attaccanti e difensori) e 2 portieri, mentre al massimo si poteva disporre di 22 giocatori e 3 portieri.

## Gruppo S (Stoccolma)

### Bielorussia
Allenatore:  Andrėj Skabelka
Lista dei convocati aggiornata al 13 maggio 2013.
| N. | Pos. | Nome                   | Anno | Alt. | Peso | Tiro | Squadra           |
| -- | ---- | ---------------------- | ---- | ---- | ---- | ---- | ----------------- |
| 8  | D    | Il'ja Šynkevič         | 1989 | 181  | 78   | L    | Metallurg Žlobin  |
| 9  | A    | Vjačaslaŭ Andruščanka  | 1989 | 175  | 72   | L    | Metallurg Žlobin  |
| 10 | A    | Jaŭhen Salamonaŭ       | 1990 | 177  | 74   | L    | Homel'            |
| 11 | A    | Aljaksandr Kulakoŭ - A | 1983 | 182  | 91   | L    | Dinamo Minsk      |
| 12 | D    | Andrėj Filičkin        | 1987 | 187  | 82   | L    | Homel'            |
| 15 | A    | Arcëm Dzjamkoŭ         | 1989 | 178  | 78   | R    | Hamburg Freezers  |
| 16 | A    | Michail Stėfanovič     | 1989 | 188  | 93   | R    | Homel'            |
| 18 | A    | Aljaksej Uharaŭ - A    | 1985 | 179  | 80   | L    | Torpedo N. Novg.  |
| 19 | A    | Dzmitryj Mjaleška      | 1982 | 182  | 81   | R    | Dinamo Minsk      |
| 21 | A    | Aljaksej Jafimenka     | 1985 | 185  | 85   | R    | Šachcёr Salihorsk |
| 22 | D    | Aleh Haroška           | 1989 | 178  | 76   | R    | Dinamo Minsk      |
| 26 | A    | Andrėj Stas'           | 1989 | 189  | 88   | L    | Dinamo Minsk      |
| 27 | D    | Jaraslaŭ Maslenikaŭ    | 1986 | 185  | 83   | L    | Homel'            |
| 28 | A    | Kantancin Kal'coŭ - C  | 1981 | 184  | 94   | L    | Atlant Mytišči    |
| 33 | P    | Scjapan Haračėŭckich   | 1985 | 176  | 76   | L    | Donbas Donec'k    |
| 35 | P    | Vital' Bjalinski       | 1989 | 175  | 75   | R    | Junost Minsk      |
| 38 | A    | Arcëm Kisly            | 1989 | 176  | 76   | R    | Neman Hrodna      |
| 40 | P    | Dzmitryj Mil'čakoŭ     | 1986 | 183  | 78   | L    | Metallurg Žlobin  |
| 55 | D    | Aljaksandr Jaronaŭ     | 1989 | 178  | 75   | L    | Šachcёr Salihorsk |
| 70 | D    | Il'ja Kaznadzej        | 1989 | 181  | 94   | L    | Metallurg Žlobin  |
| 77 | A    | Aljaksandr Kitaraŭ     | 1987 | 190  | 90   | L    | Dinamo Minsk      |
| 86 | D    | Pavel Čarnavok         | 1986 | 194  | 106  | L    | Dinamo Minsk      |
| 88 | A    | Jaŭhen Kavyršyn        | 1986 | 178  | 77   | L    | Severstal’        |
| 92 | D    | Raman Hrabarėnka       | 1992 | 188  | 96   | R    | Albany Devils     |
| 94 | A    | Artur Haŭrus           | 1994 | 180  | 80   | L    | Owen Sound Attack |

LEGENDA:

P = Portiere, D = Difensore, A = Attaccante, L = sinistra, R = destra

### Canada
Allenatore:  Lindy Ruff
Lista dei convocati aggiornata al 15 maggio 2013.
| N. | Pos. | Nome                 | Anno | Alt. | Peso | Tiro | Squadra             |
| -- | ---- | -------------------- | ---- | ---- | ---- | ---- | ------------------- |
| 2  | D    | Dan Hamhuis          | 1982 | 186  | 92   | L    | Vancouver Canucks   |
| 3  | D    | Stéphane Robidas - A | 1977 | 180  | 89   | R    | Dallas Stars        |
| 4  | A    | Taylor Hall          | 1991 | 185  | 89   | L    | Edmonton Oilers     |
| 5  | D    | Brenden Dillon       | 1990 | 191  | 104  | L    | Dallas Stars        |
| 7  | D    | T.J. Brodie          | 1990 | 186  | 84   | L    | Calgary Flames      |
| 8  | D    | Jaden Schwartz       | 1992 | 178  | 83   | L    | St. Louis Blues     |
| 9  | A    | Matt Duchene         | 1991 | 180  | 91   | L    | Colorado Avalanche  |
| 11 | A    | Jordan Staal         | 1988 | 193  | 100  | L    | Carolina Hurricanes |
| 12 | A    | Eric Staal - C       | 1984 | 193  | 93   | L    | Carolina Hurricanes |
| 14 | A    | Jordan Eberle        | 1990 | 180  | 83   | R    | Edmonton Oilers     |
| 16 | A    | Andrew Ladd - A      | 1985 | 188  | 91   | L    | Winnipeg Jets       |
| 17 | A    | Wayne Simmonds       | 1988 | 188  | 83   | R    | Philadelphia Flyers |
| 19 | D    | Justin Schultz       | 1990 | 188  | 84   | R    | Edmonton Oilers     |
| 22 | D    | Luke Schenn          | 1989 | 188  | 104  | L    | Philadelphia Flyers |
| 24 | A    | Matt Read            | 1986 | 178  | 84   | R    | Philadelphia Flyers |
| 28 | A    | Claude Giroux        | 1988 | 180  | 78   | R    | Philadelphia Flyers |
| 40 | P    | Devan Dubnyk         | 1986 | 195  | 95   | R    | Edmonton Oilers     |
| 41 | P    | Mike Smith           | 1982 | 190  | 98   | L    | Phoenix Coyotes     |
| 44 | D    | Jay Harrison         | 1982 | 193  | 96   | L    | Carolina Hurricanes |
| 51 | D    | Brian Campbell       | 1979 | 180  | 87   | L    | Florida Panthers    |
| 53 | A    | Jeff Skinner         | 1992 | 180  | 92   | L    | Carolina Hurricanes |
| 76 | D    | P.K. Subban          | 1989 | 183  | 98   | R    | Montreal Canadiens  |
| 90 | A    | Ryan O'Reilly        | 1991 | 183  | 90   | L    | Colorado Avalanche  |
| 91 | A    | Steven Stamkos       | 1990 | 183  | 87   | R    | Tampa Bay Lightning |

LEGENDA:

P = Portiere, D = Difensore, A = Attaccante, L = sinistra, R = destra

### Danimarca
Allenatore:  Per Bäckman
Lista dei convocati aggiornata al 10 maggio 2013.
| N. | Pos. | Nome                | Anno | Alt. | Peso | Tiro | Squadra              |
| -- | ---- | ------------------- | ---- | ---- | ---- | ---- | -------------------- |
| 1  | P    | Patrick Galbraith   | 1986 | 183  | 76   | L    | IK Oskarshamn        |
| 3  | D    | Philip Larsen       | 1989 | 183  | 86   | R    | Dallas Stars         |
| 4  | D    | Mads Bødker         | 1987 | 175  | 80   | L    | Malmö                |
| 5  | D    | Daniel Nielsen - A  | 1980 | 183  | 80   | R    | Hamburg Freezers     |
| 6  | D    | Stefan Lassen       | 1985 | 190  | 86   | L    | Malmö                |
| 8  | A    | Frederik Storm      | 1989 | 180  | 83   | L    | Malmö                |
| 11 | A    | Patrick Bjorkstrand | 1992 | 184  | 87   | L    | Mora                 |
| 13 | A    | Morten Green - C    | 1981 | 183  | 80   | L    | Hannover Scorpions   |
| 14 | A    | Kirill Starkov      | 1987 | 184  | 95   | L    | IK Oskarshamn        |
| 15 | D    | Rasmus Nielsen      | 1990 | 176  | 87   | L    | Herning Blue Fox     |
| 17 | A    | Nicklas Jensen      | 1993 | 191  | 85   | L    | Chicago Wolves       |
| 19 | A    | Kim Staal           | 1978 | 182  | 88   | R    | Herlev Hornets       |
| 21 | A    | Thor Dresler        | 1979 | 188  | 93   | L    | Herlev Hornets       |
| 22 | D    | Markus Lauridsen    | 1991 | 188  | 89   | L    | Lake Erie Monsters   |
| 25 | D    | Oliver Lauridsen    | 1989 | 197  | 104  | L    | Philadelphia Flyers  |
| 29 | A    | Morten Madsen - A   | 1987 | 190  | 87   | L    | MODO                 |
| 31 | P    | Simon Nielsen       | 1986 | 188  | 86   | L    | Lukko Rauma          |
| 32 | P    | Sebastian Dahm      | 1989 | 186  | 82   | R    | Rødovre Mighty Bulls |
| 33 | A    | Julian Jakobsen     | 1987 | 183  | 82   | L    | Hamburg Freezers     |
| 38 | A    | Morten Poulsen      | 1988 | 185  | 84   | L    | IK Oskarshamn        |
| 40 | A    | Jesper Jensen       | 1987 | 183  | 80   | L    | Karlskrona           |
| 41 | D    | Jesper Jensen       | 1991 | 190  | 90   | L    | Rögle                |
| 44 | A    | Nichlas Hardt       | 1986 | 177  | 80   | L    | Jokerit              |
| 60 | A    | Mads Christensen    | 1987 | 179  | 80   | L    | Eisbären Berlino     |
| 89 | A    | Mikkel Bødker       | 1989 | 180  | 88   | L    | Phoenix Coyotes      |

LEGENDA:

P = Portiere, D = Difensore, A = Attaccante, L = sinistra, R = destra

### Norvegia
Allenatore:  Roy Johansen
Lista dei convocati aggiornata al 7 maggio 2013.
| N. | Pos. | Nome                       | Anno | Alt. | Peso | Tiro | Squadra          |
| -- | ---- | -------------------------- | ---- | ---- | ---- | ---- | ---------------- |
| 4  | D    | Daniel Sørvik              | 1990 | 183  | 86   | L    | Vålerenga        |
| 6  | D    | Jonas Holøs                | 1987 | 180  | 93   | R    | Växjö Lakers     |
| 8  | A    | Mads Hansen                | 1978 | 185  | 88   | L    | Brynäs           |
| 9  | A    | Marius Holtet              | 1984 | 186  | 88   | R    | Färjestad        |
| 10 | A    | Lars Erik Spets            | 1985 | 178  | 83   | L    | Lørenskog        |
| 19 | A    | Per-Åge Skrøder            | 1978 | 180  | 98   | L    | MODO             |
| 20 | A    | Anders Bastiansen - A      | 1980 | 190  | 93   | L    | Färjestad        |
| 21 | A    | Morten Ask                 | 1980 | 185  | 88   | L    | Vålerenga        |
| 22 | A    | Martin Røymark             | 1988 | 184  | 86   | L    | Färjestad        |
| 23 | D    | Mats Trygg                 | 1976 | 179  | 83   | R    | HV71             |
| 24 | A    | Andreas Martinsen          | 1990 | 190  | 100  | L    | Düsseldorfer EG  |
| 26 | A    | Kristian Forsberg          | 1986 | 185  | 90   | R    | MODO             |
| 28 | A    | Niklas Roest               | 1986 | 173  | 81   | L    | Sparta Warriors  |
| 30 | P    | Lars Haugen                | 1987 | 183  | 85   | L    | Dinamo Minsk     |
| 34 | P    | Lars Volden                | 1992 | 190  | 88   | L    | Espoo Blues      |
| 39 | D    | Henrik Solberg             | 1987 | 189  | 93   | L    | Stavanger Oilers |
| 40 | A    | Ken André Olimb            | 1989 | 179  | 84   | L    | BIK Karlskoga    |
| 41 | A    | Patrick Thoresen - A       | 1983 | 182  | 93   | L    | SKA Pietroburgo  |
| 42 | D    | Henrik Ødegaard            | 1988 | 180  | 87   | L    | Sparta Warriors  |
| 45 | A    | Robin Dahlstrøm            | 1988 | 183  | 9    | L    | Troja-Ljungby    |
| 46 | A    | Mathis Olimb               | 1986 | 179  | 84   | L    | Frölunda         |
| 47 | D    | Alexander Bonsaksen        | 1987 | 180  | 83   | L    | Rögle            |
| 51 | A    | Mats Rosseli Olsen         | 1991 | 180  | 82   | L    | Frölunda         |
| 55 | D    | Ole-Kristian Tollefsen - C | 1984 | 188  | 94   | L    | Färjestad        |
| 70 | P    | Steffen Søberg             | 1993 | 180  | 75   | L    | Vålerenga        |

LEGENDA:

P = Portiere, D = Difensore, A = Attaccante, L = sinistra, R = destra

### Rep. Ceca
Allenatore:  Alois Hadamczik
Lista dei convocati aggiornata al 14 maggio 2013.
| N. | Pos. | Nome                | Anno | Alt. | Peso | Tiro | Squadra             |
| -- | ---- | ------------------- | ---- | ---- | ---- | ---- | ------------------- |
| 2  | D    | Zbyněk Michálek - A | 1982 | 188  | 95   | R    | Phoenix Coyotes     |
| 3  | D    | Marek Židlický      | 1977 | 180  | 85   | R    | New Jersey Devils   |
| 5  | D    | Ladislav Šmíd       | 1986 | 191  | 94   | L    | Edmonton Oilers     |
| 11 | A    | Petr Hubáček        | 1979 | 184  | 90   | R    | JYP                 |
| 12 | A    | Jiří Novotný - C    | 1983 | 188  | 97   | R    | Lev Praga           |
| 14 | A    | Tomáš Fleischmann   | 1984 | 192  | 87   | L    | Florida Panthers    |
| 17 | A    | Radim Vrbata - A    | 1981 | 185  | 88   | L    | Phoenix Coyotes     |
| 19 | A    | Jiří Tlustý         | 1988 | 183  | 95   | L    | Carolina Hurricanes |
| 20 | A    | Martin Hanzal       | 1987 | 198  | 107  | L    | Phoenix Coyotes     |
| 24 | A    | Zbyněk Irgl         | 1980 | 182  | 87   | R    | Dinamo Minsk        |
| 25 | A    | Jiří Hudler         | 1984 | 178  | 84   | L    | Calgary Flames      |
| 31 | P    | Ondřej Pavelec      | 1987 | 191  | 99   | L    | Winnipeg Jets       |
| 33 | P    | Pavel Francouz      | 1990 | 182  | 81   | R    | Litvínov            |
| 35 | D    | Jan Hejda           | 1978 | 190  | 95   | L    | Colorado Avalanche  |
| 36 | D    | Petr Čáslava        | 1979 | 194  | 100  | L    | Severstal’          |
| 41 | A    | Tomáš Plekanec      | 1982 | 179  | 89   | L    | Montreal Canadiens  |
| 42 | A    | Petr Koukal         | 1982 | 177  | 84   | L    | Neftechimik         |
| 43 | A    | Jan Kovář           | 1990 | 180  | 78   | R    | Plzeň 1929          |
| 53 | P    | Alexander Salák     | 1987 | 186  | 86   | L    | Färjestad           |
| 62 | A    | Petr Tenkrát        | 1977 | 182  | 83   | R    | Sparta Praga        |
| 80 | D    | Zdeněk Kutlák       | 1980 | 192  | 100  | L    | Ambrì-Piotta        |
| 85 | A    | Petr Vrána          | 1985 | 177  | 83   | L    | Lev Praga           |
| 87 | D    | Jakub Nakládal      | 1987 | 187  | 90   | R    | Lev Praga           |
| 90 | A    | Tomáš Hertl         | 1993 | 188  | 89   | L    | Slavia Praga        |
| 93 | A    | Jakub Voráček       | 1989 | 190  | 93   | L    | Philadelphia Flyers |

LEGENDA:

P = Portiere, D = Difensore, A = Attaccante, L = sinistra, R = destra

### Slovenia
Allenatore:  Matjaž Kopitar
Lista dei convocati aggiornata al 9 maggio 2013.
| N. | Pos. | Nome                | Anno | Alt. | Peso | Tiro | Squadra             |
| -- | ---- | ------------------- | ---- | ---- | ---- | ---- | ------------------- |
| 1  | P    | Andrej Hočevar      | 1984 | 183  | 83   | L    | Sokol Kiev          |
| 4  | D    | Andrej Tavželj - A  | 1984 | 188  | 95   | L    | Dragons de Rouen    |
| 7  | D    | Klemen Pretnar      | 1986 | 180  | 82   | R    | Villacher SV        |
| 8  | A    | Žiga Jeglič         | 1988 | 185  | 80   | R    | Södertälje SK       |
| 9  | A    | Tomaž Razingar - C  | 1979 | 184  | 89   | L    | Ravensburg          |
| 12 | A    | David Rodman        | 1983 | 185  | 83   | L    | Bietigheim Steelers |
| 13 | A    | Gašper Kopitar      | 1992 | 183  | 88   | R    | Mora                |
| 15 | D    | Blaž Gregorc        | 1990 | 190  | 95   | L    | Odense Bulldogs     |
| 16 | A    | Aleš Mušič          | 1982 | 176  | 82   | L    | Olimpija Lubiana    |
| 17 | D    | Žiga Pavlin         | 1985 | 193  | 97   | R    | Rögle               |
| 19 | A    | Žiga Pance          | 1989 | 185  | 98   | L    | Olimpija Lubiana    |
| 20 | A    | Gal Koren           | 1992 | 184  | 84   | L    | Medveščak           |
| 22 | A    | Marcel Rodman       | 1981 | 186  | 85   | R    | Bietigheim Steelers |
| 24 | A    | Rok Tičar           | 1989 | 180  | 82   | L    | Kölner Haie         |
| 26 | A    | Jan Urbas           | 1988 | 192  | 98   | L    | Växjö Lakers        |
| 28 | D    | Aleš Kranjc         | 1981 | 182  | 91   | L    | Kölner Haie         |
| 33 | P    | Robert Kristan      | 1983 | 182  | 85   | L    | Medveščak           |
| 40 | P    | Luka Gračnar        | 1993 | 178  | 83   | L    | Red Bull Salisburgo |
| 51 | D    | Mitja Robar - A     | 1983 | 177  | 86   | L    | Krefeld Pinguine    |
| 55 | A    | Robert Sabolič      | 1988 | 183  | 90   | L    | ERC Ingolstadt      |
| 58 | D    | Luka Tošić          | 1988 | 183  | 80   | L    | Alleghe             |
| 71 | A    | Boštjan Goličič     | 1989 | 183  | 88   | L    | Diables Rouges      |
| 76 | A    | Rok Pajič           | 1985 | 178  | 76   | L    | Val Pusteria        |
| 86 | D    | Sabahudin Kovačevič | 1986 | 190  | 95   | R    | Poprad              |
| 96 | A    | Luka Bašič          | 1989 | 180  | 80   | R    | Gothiques d'Amiens  |

LEGENDA:

P = Portiere, D = Difensore, A = Attaccante, L = sinistra, R = destra

### Svezia
Allenatore:  Pär Mårts
Lista dei convocati aggiornata al 14 maggio 2013.
| N. | Pos. | Nome                 | Anno | Alt. | Peso | Tiro | Squadra             |
| -- | ---- | -------------------- | ---- | ---- | ---- | ---- | ------------------- |
| 1  | P    | Jhonas Enroth        | 1988 | 180  | 75   | L    | Buffalo Sabres      |
| 4  | D    | Staffan Kronwall - C | 1982 | 195  | 102  | L    | Lok. Jaroslavl’     |
| 7  | D    | Henrik Tallinder     | 1979 | 195  | 98   | L    | New Jersey Devils   |
| 8  | D    | Petter Granberg      | 1992 | 190  | 93   | R    | Skellefteå AIK      |
| 10 | D    | Johan Fransson       | 1985 | 187  | 90   | L    | Luleå               |
| 11 | A    | Simon Hjalmarsson    | 1989 | 184  | 78   | L    | Linköping           |
| 12 | A    | Fredrik Pettersson   | 1987 | 178  | 93   | R    | Donbas Donec'k      |
| 15 | A    | Oscar Lindberg       | 1991 | 183  | 86   | L    | Skellefteå AIK      |
| 19 | A    | Calle Järnkrok       | 1991 | 181  | 79   | R    | Brynäs              |
| 20 | A    | Joel Lundqvist - A   | 1982 | 184  | 91   | L    | Frölunda            |
| 21 | A    | Loui Eriksson        | 1985 | 188  | 89   | L    | Dallas Stars        |
| 22 | A    | Daniel Sedin         | 1980 | 185  | 85   | L    | Vancouver Canucks   |
| 23 | A    | Niklas Persson - A   | 1979 | 188  | 93   | L    | CSKA Mosca          |
| 24 | D    | Alexander Edler      | 1986 | 191  | 98   | L    | Vancouver Canucks   |
| 25 | P    | Jacob Markström      | 1990 | 198  | 89   | L    | Florida Panthers    |
| 27 | A    | Jimmie Ericsson      | 1980 | 187  | 94   | L    | Skellefteå AIK      |
| 28 | A    | Dick Axelsson        | 1987 | 191  | 93   | L    | Frölunda            |
| 29 | D    | Erik Gustafsson      | 1988 | 180  | 82   | L    | Philadelphia Flyers |
| 33 | A    | Henrik Sedin         | 1980 | 188  | 85   | L    | Vancouver Canucks   |
| 37 | P    | Johan Gustafsson     | 1992 | 188  | 82   | L    | Luleå               |
| 44 | A    | Nicklas Danielsson   | 1984 | 184  | 83   | R    | Lev Praga           |
| 67 | A    | Martin Thörnberg     | 1983 | 183  | 91   | L    | Torpedo N. Novg.    |
| 81 | D    | Elias Fälth          | 1981 | 176  | 79   | R    | HV71                |
| 91 | A    | Andreas Jämtin       | 1983 | 183  | 88   | L    | HV71                |
| 92 | A    | Gabriel Landeskog    | 1992 | 185  | 93   | L    | Colorado Avalanche  |

LEGENDA:

P = Portiere, D = Difensore, A = Attaccante, L = sinistra, R = destra

### Svizzera
Allenatore:  Sean Simpson
Lista dei convocati aggiornata al 16 maggio 2013.
| N. | Pos. | Nome                  | Anno | Alt. | Peso | Tiro | Squadra              |
| -- | ---- | --------------------- | ---- | ---- | ---- | ---- | -------------------- |
| 3  | D    | Julien Vauclair - A   | 1979 | 184  | 92   | L    | Lugano               |
| 5  | D    | Severin Blindenbacher | 1983 | 180  | 88   | R    | ZSC Lions            |
| 10 | A    | Andres Ambühl         | 1983 | 176  | 82   | R    | ZSC Lions            |
| 12 | A    | Luca Cunti            | 1989 | 184  | 85   | L    | ZSC Lions            |
| 16 | D    | Raphael Diaz          | 1986 | 181  | 88   | R    | Montreal Canadiens   |
| 17 | A    | Thibaut Monnet        | 1982 | 182  | 83   | L    | ZSC Lions            |
| 20 | P    | Reto Berra            | 1987 | 194  | 89   | L    | Bienne               |
| 22 | A    | Nino Niederreiter     | 1992 | 184  | 94   | L    | Bridgeport S. Tigers |
| 23 | A    | Simon Bodenmann       | 1988 | 178  | 83   | L    | Kloten Flyers        |
| 24 | A    | Reto Suri             | 1989 | 183  | 84   | L    | Zugo                 |
| 26 | P    | Martin Gerber         | 1974 | 180  | 91   | L    | Rögle                |
| 28 | A    | Martin Plüss - A      | 1977 | 175  | 85   | L    | Berna                |
| 31 | D    | Mathias Seger - C     | 1977 | 181  | 86   | L    | ZSC Lions            |
| 43 | A    | Morris Trachsler      | 1984 | 183  | 94   | L    | ZSC Lions            |
| 48 | A    | Matthias Bieber       | 1986 | 181  | 85   | L    | Kloten Flyers        |
| 51 | A    | Ryan Gardner          | 1978 | 198  | 103  | R    | Berna                |
| 54 | D    | Philippe Furrer       | 1985 | 186  | 92   | L    | Berna                |
| 58 | D    | Eric Blum             | 1986 | 178  | 82   | L    | Kloten Flyers        |
| 70 | A    | Denis Hollenstein     | 1989 | 183  | 88   | L    | Kloten Flyers        |
| 72 | D    | Patrick von Gunten    | 1985 | 180  | 83   | L    | Kloten Flyers        |
| 82 | A    | Simon Moser           | 1989 | 187  | 95   | L    | Langnau Tigers       |
| 90 | D    | Roman Josi            | 1990 | 186  | 90   | L    | Nashville Predators  |
| 91 | D    | Robin Grossmann       | 1987 | 180  | 85   | L    | Davos                |
| 95 | A    | Julian Walker         | 1986 | 187  | 94   | R    | Ginevra-Servette     |

LEGENDA:

P = Portiere, D = Difensore, A = Attaccante, L = sinistra, R = destra

## Gruppo H (Helsinki)

### Austria
Allenatore:  Emanuel Viveiros
Lista dei convocati aggiornata al 7 maggio 2013.
| N. | Pos. | Nome                  | Anno | Alt. | Peso | Tiro | Squadra             |
| -- | ---- | --------------------- | ---- | ---- | ---- | ---- | ------------------- |
| 4  | D    | Gerhard Unterluggauer | 1976 | 177  | 88   | L    | Villacher SV        |
| 10 | A    | Daniel Oberkofler     | 1988 | 183  | 74   | L    | Black Wings Linz    |
| 12 | A    | Michael Raffl         | 1988 | 185  | 87   | R    | Leksand             |
| 14 | D    | Johannes Reichel      | 1982 | 183  | 88   | L    | KAC                 |
| 15 | A    | Manuel Latusa         | 1984 | 182  | 88   | L    | Red Bull Salisburgo |
| 18 | A    | Thomas Koch - C       | 1983 | 173  | 77   | L    | KAC                 |
| 20 | A    | Daniel Welser - A     | 1983 | 180  | 86   | L    | Red Bull Salisburgo |
| 22 | D    | Thomas Pöck           | 1981 | 186  | 93   | L    | Lake Erie Monsters  |
| 23 | D    | Sven Klimbacher       | 1981 | 179  | 87   | L    | Vienna Capitals     |
| 24 | P    | Mathias Lange         | 1985 | 181  | 84   | L    | Bietigheim Steelers |
| 25 | A    | Matthias Iberer       | 1985 | 188  | 91   | L    | Graz 99ers          |
| 26 | A    | Thomas Vanek - A      | 1984 | 188  | 94   | R    | Buffalo Sabres      |
| 27 | A    | Thomas Hundertpfund   | 1989 | 189  | 85   | L    | KAC                 |
| 28 | D    | Martin Schumnig       | 1989 | 182  | 84   | R    | KAC                 |
| 29 | P    | Bernhard Starkbaum    | 1986 | 186  | 89   | L    | MODO                |
| 30 | P    | René Swette           | 1988 | 183  | 82   | L    | KAC                 |
| 34 | A    | Markus Peintner       | 1980 | 181  | 83   | L    | Villacher SV        |
| 37 | A    | Andreas Kristler      | 1990 | 179  | 75   | L    | Red Bull Salisburgo |
| 41 | D    | Mario Altmann         | 1986 | 194  | 98   | L    | Villacher SV        |
| 45 | A    | David Schuller        | 1980 | 182  | 91   | L    | KAC                 |
| 48 | D    | Florian Iberer        | 1982 | 185  | 95   | L    | KAC                 |
| 55 | D    | Robert Lukas          | 1978 | 177  | 84   | L    | Black Wings Linz    |
| 64 | D    | André Lakos           | 1979 | 200  | 107  | R    | Vienna Capitals     |
| 79 | A    | Gregor Baumgartner    | 1979 | 185  | 90   | L    | Black Wings Linz    |
| 89 | A    | Raphael Herburger     | 1989 | 178  | 72   | L    | KAC                 |

LEGENDA:

P = Portiere, D = Difensore, A = Attaccante, L = sinistra, R = destra

### Finlandia
Allenatore:  Jukka Jalonen
Lista dei convocati aggiornata al 14 maggio 2013.
| N. | Pos. | Nome                  | Anno | Alt. | Peso | Tiro | Squadra            |
| -- | ---- | --------------------- | ---- | ---- | ---- | ---- | ------------------ |
| 2  | D    | Teemu Laakso          | 1987 | 185  | 99   | R    | Severstal’         |
| 4  | D    | Ossi Väänänen         | 1980 | 191  | 99   | L    | Jokerit            |
| 5  | D    | Lasse Kukkonen - C    | 1981 | 183  | 88   | L    | Rögle              |
| 6  | D    | Tuukka Mäntylä        | 1981 | 173  | 82   | L    | Tappara            |
| 10 | A    | Niklas Hagman - A     | 1979 | 184  | 90   | L    | Lok. Jaroslavl’    |
| 12 | A    | Marko Anttila         | 1985 | 203  | 105  | R    | TPS                |
| 15 | A    | Juha-Pekka Hytönen    | 1981 | 178  | 84   | L    | Amur Chabarovsk    |
| 18 | D    | Sami Lepistö          | 1984 | 186  | 85   | L    | Lev Praga          |
| 19 | A    | Veli-Matti Savinainen | 1986 | 181  | 79   | L    | Porin Ässät        |
| 20 | A    | Janne Pesonen         | 1982 | 180  | 81   | L    | Ak Bars Kazan’     |
| 21 | D    | Ilari Melart          | 1989 | 190  | 87   | L    | HIFK               |
| 23 | A    | Sakari Salminen       | 1988 | 180  | 72   | R    | KalPa              |
| 27 | A    | Petri Kontiola - A    | 1984 | 182  | 92   | R    | Traktor Čeljabinsk |
| 28 | A    | Lauri Korpikoski      | 1986 | 185  | 90   | L    | Phoenix Coyotes    |
| 31 | P    | Joni Ortio            | 1991 | 186  | 85   | L    | HIFK               |
| 32 | P    | Antti Raanta          | 1989 | 182  | 86   | L    | Porin Ässät        |
| 35 | P    | Atte Engren           | 1988 | 185  | 84   | L    | TPS                |
| 37 | A    | Juha-Pekka Haataja    | 1982 | 179  | 84   | R    | Oulun Kärpät       |
| 38 | D    | Juuso Hietanen        | 1985 | 180  | 85   | R    | Torpedo N. Novg.   |
| 39 | A    | Ville Viitaluoma      | 1981 | 184  | 89   | L    | HPK                |
| 40 | A    | Jarno Koskiranta      | 1986 | 192  | 89   | L    | Tappara            |
| 41 | A    | Antti Pihlström       | 1984 | 180  | 82   | L    | Salavat Julaev     |
| 46 | D    | Janne Jalasvaara      | 1984 | 181  | 89   | L    | Dinamo Mosca       |
| 50 | A    | Juhamatti Aaltonen    | 1985 | 184  | 85   | R    | Rögle              |
| 64 | A    | Mikael Granlund       | 1992 | 175  | 77   | L    | Minnesota Wild     |

LEGENDA:

P = Portiere, D = Difensore, A = Attaccante, L = sinistra, R = destra

### Francia
Allenatore:  David Henderson
Lista dei convocati aggiornata al 6 maggio 2013.
| N. | Pos. | Nome                         | Anno | Alt. | Peso | Tiro | Squadra               |
| -- | ---- | ---------------------------- | ---- | ---- | ---- | ---- | --------------------- |
| 3  | D    | Vincent Bachet - A           | 1978 | 181  | 85   | L    | Gothiques d'Amiens    |
| 4  | D    | Antonin Manavian             | 1987 | 191  | 100  | R    | Innsbruck             |
| 7  | A    | Yorick Treille               | 1980 | 190  | 101  | R    | Red Bull Salisburgo   |
| 9  | A    | Damien Fleury                | 1986 | 179  | 81   | R    | Södertälje SK         |
| 10 | A    | Laurent Meunier - C          | 1979 | 183  | 84   | R    | Straubing Tigers      |
| 15 | A    | Tim Bozon                    | 1994 | 186  | 89   | L    | Kamloops Blazers      |
| 18 | D    | Yohann Auvitu                | 1989 | 181  | 85   | L    | JYP                   |
| 22 | A    | Brian Henderson              | 1986 | 180  | 84   | L    | Ducs d'Angers         |
| 24 | A    | Julien Desrosiers            | 1980 | 178  | 80   | L    | Dragons de Rouen      |
| 25 | A    | Nicolas Ritz                 | 1992 | 180  | 80   | L    | Ducs de Dijon         |
| 28 | A    | Damien Raux                  | 1984 | 179  | 84   | L    | Scorpions de Mulhouse |
| 38 | D    | Thomas Roussel               | 1985 | 183  | 85   | L    | Gothiques d'Amiens    |
| 39 | P    | Cristobal Huet               | 1975 | 184  | 87   | L    | Losanna               |
| 41 | A    | Pierre-Édouard Bellemare - A | 1985 | 182  | 87   | L    | Skellefteå AIK        |
| 42 | P    | Fabrice Lhenry               | 1972 | 180  | 83   | L    | Dragons de Rouen      |
| 49 | P    | Florian Hardy                | 1985 | 186  | 83   | L    | Ducs d'Angers         |
| 55 | D    | Jonathan Janil               | 1987 | 189  | 93   | R    | Dragons de Rouen      |
| 60 | D    | Antoine Roussel              | 1989 | 183  | 88   | L    | Dallas Stars          |
| 71 | A    | Anthony Guttig               | 1988 | 186  | 82   | L    | Tranås AIF            |
| 74 | D    | Nicolas Besch                | 1984 | 179  | 87   | L    | KS Cracovia           |
| 77 | A    | Sacha Treille                | 1987 | 196  | 98   | L    | Sparta Praga          |
| 80 | A    | Teddy Da Costa               | 1986 | 181  | 80   | R    | GKS Tychy             |
| 82 | A    | Charles Bertrand             | 1991 | 184  | 87   | R    | Lukko Rauma           |
| 84 | D    | Kévin Hecquefeuille          | 1984 | 184  | 86   | R    | Karlskrona            |
| 90 | D    | Maxime Moisand               | 1990 | 177  | 78   | R    | Odense Bulldogs       |

LEGENDA:

P = Portiere, D = Difensore, A = Attaccante, L = sinistra, R = destra

### Germania
Allenatore:  Pat Cortina
Lista dei convocati aggiornata al 7 maggio 2013.
| N. | Pos. | Nome                  | Anno | Alt. | Peso | Tiro | Squadra             |
| -- | ---- | --------------------- | ---- | ---- | ---- | ---- | ------------------- |
| 3  | D    | Justin Krueger        | 1986 | 190  | 86   | R    | Charlotte Checkers  |
| 10 | D    | Christian Ehrhoff - C | 1982 | 188  | 90   | L    | Buffalo Sabres      |
| 15 | D    | Jens Baxmann          | 1985 | 181  | 86   | L    | Eisbären Berlino    |
| 16 | A    | Michael Wolf - A      | 1981 | 178  | 85   | R    | Iserlohn Roosters   |
| 17 | A    | Marcus Kink           | 1985 | 186  | 98   | L    | Adler Mannheim      |
| 21 | A    | John Tripp            | 1977 | 192  | 102  | R    | Kölner Haie         |
| 24 | A    | André Rankel          | 1985 | 186  | 95   | L    | Eisbären Berlino    |
| 28 | A    | Frank Mauer           | 1988 | 184  | 90   | R    | Adler Mannheim      |
| 33 | P    | Danny aus den Birken  | 1985 | 186  | 89   | L    | Kölner Haie         |
| 34 | D    | Benedikt Kohl         | 1988 | 180  | 82   | R    | Grizzlys Wolfsburg  |
| 36 | A    | Yannic Seidenberg     | 1984 | 171  | 82   | L    | Adler Mannheim      |
| 39 | D    | Thomas Greilinger     | 1981 | 180  | 98   | L    | ERC Ingolstadt      |
| 44 | P    | Dennis Endras         | 1985 | 182  | 80   | L    | Adler Mannheim      |
| 47 | A    | Christoph Ullmann     | 1983 | 182  | 90   | L    | Adler Mannheim      |
| 48 | D    | Frank Hördler         | 1985 | 183  | 86   | L    | Eisbären Berlino    |
| 50 | A    | Patrick Hager         | 1988 | 178  | 80   | L    | ERC Ingolstadt      |
| 55 | A    | Felix Schütz          | 1987 | 178  | 89   | L    | Kölner Haie         |
| 57 | A    | Marcel Goc - A        | 1983 | 185  | 92   | L    | Florida Panthers    |
| 72 | P    | Rob Zepp              | 1981 | 186  | 88   | L    | Eisbären Berlino    |
| 77 | D    | Nikolai Goc           | 1986 | 182  | 98   | L    | Adler Mannheim      |
| 81 | D    | Torsten Ankert        | 1988 | 188  | 100  | R    | Kölner Haie         |
| 86 | A    | Daniel Pietta         | 1986 | 184  | 92   | L    | Krefeld Pinguine    |
| 87 | A    | Philip Gogulla        | 1987 | 188  | 88   | L    | Kölner Haie         |
| 91 | D    | Moritz Müller         | 1986 | 187  | 91   | L    | Kölner Haie         |
| 92 | A    | Marcel Noebels        | 1992 | 191  | 95   | L    | Adirondack Phantoms |

LEGENDA:

P = Portiere, D = Difensore, A = Attaccante, L = sinistra, R = destra

### Lettonia
Allenatore:  Ted Nolan
Lista dei convocati aggiornata al 5 maggio 2013.
| N. | Pos. | Nome                | Anno | Alt. | Peso | Tiro | Squadra               |
| -- | ---- | ------------------- | ---- | ---- | ---- | ---- | --------------------- |
| 1  | P    | Māris Jučers        | 1987 | 190  | 83   | L    | Dinamo Riga           |
| 2  | D    | Agris Saviels       | 1982 | 187  | 90   | L    | Kompanion Kiev        |
| 5  | A    | Jānis Sprukts - A   | 1982 | 189  | 85   | L    | CSKA Mosca            |
| 10 | A    | Lauris Dārziņš - C  | 1985 | 191  | 91   | L    | Ak Bars Kazan’        |
| 11 | D    | Kristaps Sotnieks   | 1987 | 184  | 76   | L    | Dinamo Riga           |
| 15 | A    | Ronalds Ķēniņš      | 1991 | 182  | 84   | R    | ZSC Lions             |
| 17 | D    | Māris Jass          | 1985 | 188  | 90   | L    | Hannover Scorpions    |
| 21 | A    | Armands Bērziņš     | 1983 | 192  | 97   | L    | Kompanion Kiev        |
| 22 | D    | Jānis Andersons     | 1986 | 187  | 86   | L    | Kompanion Kiev        |
| 25 | A    | Andris Džeriņš      | 1988 | 185  | 85   | L    | Dinamo Riga           |
| 26 | D    | Krišjānis Rēdlihs   | 1981 | 189  | 93   | L    | Dinamo Riga           |
| 29 | D    | Ralfs Freibergs     | 1986 | 180  | 86   | L    | Bowling Green Falcons |
| 31 | P    | Edgars Masaļskis    | 1980 | 176  | 85   | L    | Jugra C.-M.           |
| 32 | D    | Artūrs Kulda        | 1988 | 188  | 98   | L    | Winnipeg Jets         |
| 42 | A    | Vitalijs Pavlovs    | 1989 | 195  | 98   | L    | Dinamo Riga           |
| 47 | A    | Mārtiņš Cipulis     | 1980 | 181  | 85   | L    | Lev Praga             |
| 50 | P    | Kristers Gudļevskis | 1992 | 192  | 86   | L    | Dinamo Riga           |
| 59 | A    | Zemgus Girgensons   | 1994 | 187  | 90   | L    | Rochester Americans   |
| 60 | A    | Juris Štāls         | 1982 | 191  | 94   | L    | Poprad                |
| 70 | A    | Miks Indrašis       | 1990 | 192  | 89   | R    | Dinamo Riga           |
| 71 | A    | Aleksejs Širokovs   | 1981 | 182  | 86   | R    | Valais-Chablais       |
| 81 | D    | Georgijs Pujacs - A | 1981 | 184  | 83   | L    | Avangard Omsk         |
| 87 | A    | Gints Meija         | 1987 | 185  | 80   | L    | Dinamo Riga           |
| 90 | A    | Koba Jass           | 1990 | 183  | 87   | R    | Rytíři Kladno         |
| 91 | A    | Roberts Jekimovs    | 1989 | 180  | 80   | L    | SaiPa                 |

LEGENDA:

P = Portiere, D = Difensore, A = Attaccante, L = sinistra, R = destra

### Russia
Allenatore:  Zinėtula Biljaletdinov
Lista dei convocati aggiornata al 16 maggio 2013.
| N. | Pos. | Nome                   | Anno | Alt. | Peso | Tiro | Squadra               |
| -- | ---- | ---------------------- | ---- | ---- | ---- | ---- | --------------------- |
| 1  | P    | Semën Varlamov         | 1988 | 188  | 95   | L    | Colorado Avalanche    |
| 5  | D    | Il'ja Nikulin - C      | 1982 | 191  | 98   | L    | Ak Bars Kazan’        |
| 6  | D    | Denis Denisov          | 1981 | 185  | 87   | L    | CSKA Mosca            |
| 7  | D    | Anton Belov            | 1986 | 192  | 96   | L    | Avangard Omsk         |
| 8  | A    | Aleksandr Ovečkin      | 1985 | 189  | 99   | R    | Washington Capitals   |
| 10 | A    | Sergej Mozjakin        | 1981 | 180  | 84   | R    | Magnitogorsk          |
| 15 | A    | Aleksandr Svitov       | 1982 | 192  | 110  | L    | Salavat Julaev        |
| 21 | A    | Andrej Loktionov       | 1990 | 180  | 81   | L    | New Jersey Devils     |
| 22 | D    | Nikita Zajcev          | 1991 | 186  | 95   | R    | Sibir’ Novosibirsk    |
| 23 | A    | Denis Kokarev          | 1985 | 179  | 79   | L    | Dinamo Mosca          |
| 24 | A    | Aleksandr Popov        | 1980 | 178  | 82   | R    | Avangard Omsk         |
| 27 | A    | Aleksej Tereščenko - A | 1980 | 180  | 82   | L    | Ak Bars Kazan’        |
| 30 | P    | Il'ja Bryzgalov        | 1980 | 191  | 95   | L    | Philadelphia Flyers   |
| 37 | A    | Aleksandr Perežogin    | 1983 | 179  | 96   | L    | Avangard Omsk         |
| 42 | A    | Artëm Anisimov         | 1988 | 192  | 82   | L    | Columbus Blue Jackets |
| 47 | A    | Aleksandr Radulov      | 1986 | 186  | 91   | L    | CSKA Mosca            |
| 48 | D    | Evgenij Birjukov       | 1986 | 186  | 94   | L    | Magnitogorsk          |
| 50 | A    | Sergej Soin            | 1982 | 182  | 93   | L    | Dinamo Mosca          |
| 51 | D    | Fëdor Tjutin           | 1983 | 188  | 92   | L    | Columbus Blue Jackets |
| 71 | A    | Il'ja Koval'čuk - A    | 1983 | 188  | 104  | R    | New Jersey Devils     |
| 77 | D    | Evgenij Rjasenskij     | 1987 | 180  | 94   | L    | CSKA Mosca            |
| 82 | D    | Evgenij Medvedev       | 1982 | 190  | 87   | L    | Ak Bars Kazan’        |
| 83 | P    | Vasilij Košečkin       | 1983 | 200  | 109  | L    | Severstal’            |
| 90 | A    | Kirill Petrov          | 1990 | 191  | 100  | L    | Ak Bars Kazan’        |
| 92 | A    | Evgenij Kuznecov       | 1992 | 186  | 90   | L    | Traktor Čeljabinsk    |

LEGENDA:

P = Portiere, D = Difensore, A = Attaccante, L = sinistra, R = destra

### Slovacchia
Allenatore:  Vladimír Vůjtek
Lista dei convocati aggiornata al 10 maggio 2013.
| N. | Pos. | Nome                   | Anno | Alt. | Peso | Tiro | Squadra           |
| -- | ---- | ---------------------- | ---- | ---- | ---- | ---- | ----------------- |
| 7  | D    | Marek Ďaloga           | 1989 | 193  | 83   | L    | Pardubice         |
| 8  | D    | Michal Sersen          | 1985 | 188  | 91   | L    | Slovan Bratislava |
| 12 | D    | Ivan Švarný            | 1984 | 188  | 95   | L    | Slovan Bratislava |
| 15 | A    | Jozef Stümpel          | 1972 | 191  | 99   | R    | Nitra             |
| 16 | A    | Roman Kukumberg        | 1980 | 184  | 90   | R    | Slovan Bratislava |
| 18 | A    | Miroslav Šatan - C     | 1974 | 188  | 87   | L    | Slovan Bratislava |
| 19 | A    | Michel Miklík          | 1982 | 184  | 90   | R    | Slovan Bratislava |
| 20 | A    | Marko Daňo             | 1994 | 181  | 83   | L    | Slovan Bratislava |
| 21 | A    | Libor Hudáček          | 1990 | 175  | 77   | R    | Slovan Bratislava |
| 23 | D    | René Vydarený          | 1981 | 186  | 92   | L    | České Budějovice  |
| 24 | D    | Branislav Mezei        | 1980 | 192  | 104  | L    | Avtomobilist      |
| 27 | A    | Martin Bartek          | 1980 | 184  | 101  | L    | Pardubice         |
| 31 | P    | Rastislav Staňa        | 1980 | 186  | 79   | L    | CSKA Mosca        |
| 32 | P    | Jaroslav Janus         | 1989 | 183  | 87   | L    | Slovan Bratislava |
| 39 | P    | Július Hudáček         | 1988 | 183  | 83   | R    | Frölunda          |
| 43 | A    | Tomáš Surový           | 1981 | 183  | 87   | L    | Lev Praga         |
| 44 | D    | Andrej Sekera          | 1986 | 183  | 87   | L    | Buffalo Sabres    |
| 55 | A    | Mário Bližňák          | 1987 | 185  | 90   | L    | Slovan Bratislava |
| 56 | D    | Vladimír Mihálik       | 1987 | 202  | 110  | L    | Slovan Bratislava |
| 67 | A    | Tomáš Záborský         | 1987 | 183  | 84   | L    | Avangard Omsk     |
| 68 | D    | Milan Jurčina          | 1983 | 195  | 110  | R    | Lukko Rauma       |
| 82 | A    | Tomáš Kopecký - A      | 1982 | 190  | 91   | L    | Florida Panthers  |
| 85 | A    | Peter Ölvecký          | 1985 | 188  | 88   | L    | Slovan Bratislava |
| 87 | A    | Marcel Haščák          | 1985 | 183  | 87   | R    | Košice            |
| 92 | A    | Branko Radivojevič - A | 1980 | 183  | 90   | R    | Spartak Mosca     |

LEGENDA:

P = Portiere, D = Difensore, A = Attaccante, L = sinistra, R = destra

### Stati Uniti
Allenatore:  Joe Sacco
Lista dei convocati aggiornata al 14 maggio 2013.
| N. | Pos. | Nome              | Anno | Alt. | Peso | Tiro | Squadra             |
| -- | ---- | ----------------- | ---- | ---- | ---- | ---- | ------------------- |
| 2  | D    | Jeff Petry        | 1987 | 191  | 91   | R    | Edmonton Oilers     |
| 4  | D    | Jamie McBain      | 1988 | 188  | 91   | R    | Carolina Hurricanes |
| 6  | D    | Erik Johnson      | 1988 | 193  | 105  | R    | Colorado Avalanche  |
| 7  | A    | Danny Kristo      | 1990 | 180  | 82   | R    | Hamilton Bulldogs   |
| 8  | D    | Jacob Trouba      | 1994 | 188  | 85   | R    | Winnipeg Jets       |
| 11 | A    | Stephen Gionta    | 1983 | 170  | 84   | R    | New Jersey Devils   |
| 12 | A    | Bobby Butler      | 1987 | 183  | 86   | R    | Nashville Predators |
| 14 | A    | Nick Bjugstad     | 1992 | 198  | 98   | R    | Florida Panthers    |
| 15 | A    | Craig Smith       | 1989 | 185  | 92   | R    | Nashville Predators |
| 17 | A    | Aaron Palushaj    | 1989 | 180  | 85   | R    | Colorado Avalanche  |
| 18 | A    | David Moss        | 1981 | 191  | 91   | R    | Phoenix Coyotes     |
| 19 | A    | Tim Stapleton     | 1982 | 175  | 82   | R    | Dinamo Minsk        |
| 20 | A    | Ryan Carter       | 1983 | 185  | 93   | L    | New Jersey Devils   |
| 21 | A    | Drew LeBlanc      | 1989 | 183  | 84   | R    | Chicago Blackhawks  |
| 22 | D    | Matt Hunwick      | 1985 | 180  | 86   | L    | Colorado Avalanche  |
| 25 | D    | Matt Carle - A    | 1984 | 183  | 93   | L    | Tampa Bay Lightning |
| 26 | A    | Paul Stastny - C  | 1985 | 183  | 93   | L    | Colorado Avalanche  |
| 27 | D    | Justin Faulk      | 1992 | 183  | 98   | R    | Carolina Hurricanes |
| 30 | P    | Ben Bishop        | 1986 | 201  | 97   | L    | Tampa Bay Lightning |
| 32 | A    | Alex Galchenyuk   | 1994 | 183  | 90   | L    | Montreal Canadiens  |
| 34 | D    | Chris Butler      | 1986 | 185  | 89   | L    | Calgary Flames      |
| 35 | P    | John Gibson       | 1993 | 191  | 96   | R    | Norfolk Admirals    |
| 39 | P    | Cal Heeter        | 1988 | 193  | 88   | R    | Adirondack Phantoms |
| 44 | A    | Nate Thompson - A | 1984 | 183  | 96   | L    | Tampa Bay Lightning |
| 74 | A    | T.J. Oshie        | 1986 | 180  | 77   | R    | St. Louis Blues     |

LEGENDA:

P = Portiere, D = Difensore, A = Attaccante, L = sinistra, R = destra